# Melrose Place (1. évad)

## Főszereplők
- Josie Bissett – Jane Andrews Mancini szerepében.
- Thomas Calabro – Dr. Michael Mancini szerepében.
- Amy Locane – Sandy Louise Harling szerepében.
- Doug Savant – Matt Fielding szerepében.
- Grant Show – Jake Hanson szerepében.
- Andrew Shue – Billy Campbell szerepében.
- Courtney Thorne-Smith – Alison Parker szerepében.
- Vanessa A. Williams – Rhonda Blair szerepében.
- Daphne Zuniga – Jo Beth Reynolds szerepében.

## Főbb vendégszereplők
- Marcia Cross – Dr. Kimberly Shaw szerepében.
- Laura Leighton – Sydney Andrews szerepében.

## Special Guest Star
- Heather Locklear – Amanda Woodward szerepében.

## Epizódok
- 001 Pilot
- 002 Friends and Lovers
- 003 Lost and Found
- 004 For Love or Money
- 005 Leap of Faith
- 006 Second Chances
- 007 My Way
- 008 Lonley Hearts
- 009 Responsibly Yours
- 010 Burned
- 011 A Promise Broken
- 012 Polluted Affairs
- 013 Dreams Come True
- 014 Drawing the Line
- 015 House of God
- 016 The Whole Truth
- 017 Jake vs. Jake
- 018 A Melrose Place Christmas
- 019 Single White Sister
- 020 Peanut Butter and Jealousy
- 021 Picture Imperfect
- 022 Three's a Crowd
- 023 My New Partner
- 024 Bye Bye Billy
- 025 Irreconcilable Similarities
- 026 End Game
- 027 The Test
- 028 Pushing Boundaries
- 029 Pas de Trois
- 030 Carpe Diem
- 031 State of Need
- 032 Suspicious Minds

## Külső hivatkozások
- Melrose Place